# Mechero Labogas
El mechero Labogas es una variante del mechero Bunsen y se emplea en los laboratorios escolares de Química con el fin de calentar disoluciones o muestras que necesiten un calentamiento importante.
Se utiliza realizando un montaje con el mechero situado debajo de un aro que se ha sujetado a un soporte y colocando siempre una rejilla de amianto entre el mechero y el vaso de precipitados o recipiente en el que se realice el calentamiento.
- Datos: Q6008269